# Pico Mojón
Pico Mojón är en bergstopp i Antarktis. Den ligger i Västantarktis. Argentina, Chile och Storbritannien gör anspråk på området. Toppen på Pico Mojón är 287 meter över havet, eller 210 meter över den omgivande terrängen. Bredden vid basen är 3,6 km.
Terrängen runt Pico Mojón är kuperad åt sydost, men åt nordost är den platt. Havet är nära Pico Mojón västerut. Trakten är obefolkad. Det finns inga samhällen i närheten.